# Sa'dun al-Ruayni
Sadun al-Ruayni (fl. VIII secolo) è stato wali di Barcellona dal 796 all’800.
Eletto, nel 796, wali (governatore) di Barcellona ben presto si mise in contrasto con l'emiro di Cordova,  Al-Hakam. 
 Nell'aprile del 797, si presentò ad Aix-la-Chapelle ed offrì a Carlo Magno la sottomissione della città in cambio di un aiuto nella lotta contro al-Andalus e della sua conferma al potere. 
Nella primavera dell'800, in un'assemblea, tenuta a Tolosa, fu deciso di inviare a Barcellona il figlio di Carlo, il re d' Aquitania, Ludovico il Pio, e un'armata, capitanata da Rostano di Gerona, Ademaro di Narbona e Guglielmo di Gellone, con la speranza di poter entrare facilmente nella città. 
Sa'dun, però, rifiutò di consegnare la città, obbligando l'armata franca a porre l'assedio alla città, che cominciò nell'autunno dell'800. Sa'dun tentò allora di raggiungere Cordova, per chiedere aiuto all'emiro; ma fu catturato dagli assedianti, e di lui non si hanno altre informazioni. Fu sostituito da Harun, nobile musulmano imparentato con le più importanti famiglie Gote di Barcellona.